# Negation (Grammatik)
Negation ist in der Grammatik – zunächst wie in der Logik – eine Operation, die die Bedeutung eines Ausdrucks in die entgegengesetzte Bedeutung überführt. Diese Operation erfordert ein Negationselement (auch: Negator, Negationsträger), das auf einen anderen Ausdruck angewandt wird, beispielsweise den deutschen Negator „nicht“, angewandt auf einen Ausdruck wie „einschlafen“. Der resultierende Ausdruck als ganzer („nicht einschlafen“) kann dann ebenfalls als „die Negation von einschlafen“ bezeichnet werden (in der aristotelischen Tradition auch: Apophasis). Auch der Negator selbst wird manchmal einfach „Negation“ genannt.
In der Sprachwissenschaft gehört der Begriff der Negation zur Ebene des sprachlichen Ausdrucks; es wird dann Verneinung in einem engeren Sinn von Negation abgegrenzt, nämlich als die sprachliche Handlung, die durch die Äußerung einer Negation zustande kommt. In diesem engeren Sinn ist Verneinung also ein Begriff der linguistischen Pragmatik, Negation hingegen ist ein grammatisch-semantischer Begriff.
Man unterscheidet verschiedene Typen der Negation:
- Satznegation
- Negation eines Satzteils (innerhalb eines nicht verneinten Hauptsatzes)
- Metasprachliche Negation, u. a. Zurückweisung einer Präsupposition (einer impliziten Voraussetzung)
- Lexikalische Negation (Bildung eines Antonyms zu einem Begriff).

Die Negation eines Aussagesatzes („Satznegation“) steht in diesem Artikel im Vordergrund. Bemerkenswert daran ist, dass die grammatische Negation sich deutlich von den Verhältnissen unterscheidet, die die Negation in den formalen Sprachen der Logik kennzeichnet. In der Logik wird die Negation auf eine Aussage, einen logischen Satz, angewandt: Wenn p irgendeinen Satz symbolisiert, dann ist ¬ p seine Negation. Eine entsprechende Strukturierung sieht man in der natürlichen Sprache jedoch kaum. Stattdessen ist der Negator in der Grammatik meist tief in den Satz eingebettet und kann dort auch mit anderen Wörtern zusammengezogen sein. Beispielsweise verhält sich der Satz „Ich habe niemanden gesehen“ als die Negation von „Ich habe jemanden gesehen“ – hier ist „niemand“ ein Indefinitpronomen (so wie „jemand“), das mit einer Negation versehen ist.
Eine Verneinung ist vorwiegend erst dadurch informativ, dass sie vor einem Hintergrund von Voraussetzungen und Erwartungen etwas herausgreift, was diesen widerspricht. Dies spiegelt sich grammatisch darin wider, dass ein Negator oft nur mit dem Teil des Satzes direkt verbunden wird, der neue Information enthält. Die Negation kann ferner auch einem anderen Satzteil logisch untergeordnet sein (also sich im Wirkungsbereich eines anderen Satzteils befinden).
Zusätzlich ist es oft so, dass die sichtbare Platzierung eines Negators aus grammatischen Gründen nochmals von der Gliederung des Satzes abweicht, die der logischen Struktur direkt entsprechen würde. Die Formulierung von Interpretationsregeln für negierte Sätze wird so zu einer relativ komplexen Aufgabe, die oft die Einbeziehung von Wortstellung, Betonung / Fokussierung und anderen Eigenschaften des Satzes erfordert.

## Inhaltliche Typen von Negation

### Lexikalische Negation
Der Typ, der als lexikalische Negation, also „Wort-Negation“ bezeichnet wird (oder auch „morphologische Negation“) leitet im Wesentlichen Antonyme zu gegebenen Begriffen ab. Den Unterschied zu anderen Formen der Negation zeigt der folgende Beispielkontrast:
- Lexikalische Negation:

„Für Nichtmitglieder ist die Teilnahmegebühr höher.“
- Satznegation:

„Kinder unter 12 Jahren benötigen keinen Fahrschein.“
Der erste Satz bedeutet: „Es gibt Personen, für die die Gebühr höher ist.“ Diese findet man unter den Personen, die aus der Bedeutung von „Mitglieder“ ausgeschlossen sind.
Der zweite Satz bedeutet jedoch nicht in analoger Weise: „Es gibt Sachen, die Kinder unter 12 Jahren brauchen.“ Obwohl hier die Negation nur an einem Satzteil steht, gilt sie für den ganzen Satz.
Lexikalische Negation ist im Beispiel „Nicht-Mitglieder“ eine kontradiktorische Negation, das heißt, sie ist der gesamte Rest, der von der Bedeutung von „Mitglieder“ ausgegrenzt wird (das mathematische Komplement der Mitgliedermenge). Dies ist auch der Typ der Satznegation: Es handelt sich um ein Entweder-Oder zwischen wahr und falsch. Lexikalische Negation kann aber auch ein konträres Gegenteil bezeichnen, also das entgegengesetzte Extrem einer Skala. Dies ist meist die Bedeutung des Präfixes „un-“ bei Adjektiven: „unanständig“ ist, was den Anstand verletzt. Es gibt aber Verhaltensweisen, die weder auffällig anständig noch unanständig sind, also ein neutraler mittlerer Bereich auf der Skala, der hier bei der Bildung des Gegenteils unberührt bleibt.
In den Bereich der lexikalischen Negation fallen, wie gesehen, häufig Präfixe, neben dt. „un-“ und „nicht-“ auch „non-“ („nonverbal“). Siehe ferner auch den Artikel zum Alpha privativum. Ebenso können manche Verwendungen des Verbpräfixes „ent-“ als lexikalische Negation beschrieben werden. Beispiele sind „entkoppeln“ mit der Bedeutung „bewirken, dass etwas nicht mehr gekoppelt ist“ oder „entsalzen“ als „bewirken, dass etwas nicht mehr salzhaltig ist“. Ein Verb wie „entnehmen“ zeigt jedoch „ent-“ in der Bedeutung „heraus“.

### Satznegation und Satzteilnegation
Die Satznegation entspricht in ihrer Bedeutung dem Negationsoperator in der Logik, der auf Aussagen angewandt wird. Auch wenn in der natürlichen Sprache die Einbettung eines ganzen (grammatischen) Satzes nicht die Regel ist, lassen sich Paraphrasen mit einer solchen Form geben, an denen man das Vorliegen einer Satznegation erkennen kann:
- „Otto hat die Schere nicht in den Müll geworfen.“

= Es ist nicht der Fall, dass Otto die Schere in den Müll geworfen hat.
- „Kinder unter 12 Jahren benötigen keinen Fahrschein.“

= Es ist nicht so, dass Kinder unter 12 Jahren einen Fahrschein benötigen
Oft wird von der Satznegation eine Satzteil-Negation abgegrenzt (auch: „Sondernegation“). Dies entspricht aber offenbar keinem qualitativen Unterschied in Negationstypen. Ein Typ von Beispielen, wo die Verneinung nur auf einen einzelnen Satzteil bezogen zu sein scheint, lässt sich als Zusammenspiel zwischen Negation und Fokussierung erklären. Im folgenden Beispiel bezeichnet „F[...]“ den fokussierten Satzteil, also den Satzteil, zu dem ein Kontrast aufgerufen wird, die Großschreibung zeigt den Betonungsgipfel:
- „Offenbar hat nicht F[OTTO] die Schere in den Müll geworfen, sondern Oskar.“
- „Otto hat die Schere glücklicherweise nicht F[in den MÜLL geworfen], sondern [in die SCHUBlade gelegt].“

Hier gilt ebenfalls die Wiedergabe durch die Satznegation: „Es ist nicht so, dass Otto die Schere in den Müll geworfen hat...“. Die Kontrastbetonung auf „Müll“ ruft nur den Gegensatz auf, der im „sondern“-Satz dann durch die zutreffende Information ersetzt wird.
Es lässt sich zeigen, dass Satznegation und Satzteilnegation sich durch grammatische Effekte unterscheiden. Ein Beispiel ist, dass im Englischen in verneinten Sätzen sogenannte Inversion ausgelöst wird (d. h. das Hilfsverb rückt vor das Subjekt), wenn das Negationselement vorangestellt wird:
- (a)  With no job will I be happy. (= „Es gibt keinen Job, mit dem ich glücklich sein würde.“)
- (b)  With no job, I will be happy. (= „Ohne Job werde ich glücklich sein.“)

In Satz (b) wird oberflächlich der gleiche Ausdruck vorangestellt, „no“ entspricht hier aber nicht einer Negation des Gesamtsatzes, wie an der deutschen Übersetzung zu sehen ist.
Auch diese Beispiele zeigen, dass die sogenannte Satzteil-Negation darin besteht, dass die Negation tiefer eingebettet ist als das Hauptprädikat des Satzes, während sie aber zumindest in der logischen Darstellung weiterhin der Negation einer Aussage dient. Im obigen Beispiel (a) ist die Verneinung die Hauptaussage des Satzes, diese bettet dann auch das Hauptprädikat ein („Kein Job ist so, dass ich damit glücklich bin“) – dies ist eine Satznegation. Das zweite Beispiel mit Satzteilnegation lässt sich auch mit einem negierten Satz umschreiben, aber es ist dann ein Nebensatz: „Wenn es nicht so ist, dass ich einen Job habe, dann...[Hauptsatz]“ – nur sind der Hauptsatz und das Hauptverb hier nicht negiert.

### Metasprachliche Negation
Es gibt Verwendungen der Negation, die nicht zur Einführung einer negativen Aussage dienen, sondern zur Korrektur oder Zurückweisung von zuvor geäußerten Ausdrücken (analog zur Echofrage, die keine echte Frage stellt, sondern nach einer Bestätigung oder Korrektur eines Ausdrucks fragt).
Unter diese allgemeine Beschreibung können verschiedenartige Sachen fallen, zum einen die Zurückweisung einer bloßen Formulierung:
- „Ich DENKE das nicht, ich WEIẞ es!“

Mit dieser Äußerung wird eine stärkere Formulierung verlangt, aber gerade deswegen kann die schwächere Aussage „Ich denke es“ logischerweise nicht wirklich verneint sein.
Eine andere Spielart ist die Zurückweisung von Präsuppositionen, also den Hintergrundannahmen, die gelten müssen, damit die Wahrheit oder Falschheit eines Satzes überhaupt zustande kommen kann. Beispielsweise präsupponiert „mit dem Rauchen aufhören“, dass man zuvor geraucht hat, und der Ausdruck „der König“ präsupponiert, dass es einen König gibt. Die folgenden Sätze weisen diese Präsuppositionen zurück:
- „Ich habe nicht AUFGEHÖRT zu rauchen – ich HAB nie geraucht.“
- „Der König der Schweiz IST nicht KAHLKÖPFIG – die Schweiz HAT gar keinen König!“

### Bedeutungsleere Negatoren
Außerhalb der Liste von inhaltlichen Negationstypen, aber im Zusammenhang damit, ist auch das Phänomen der bedeutungsleeren oder „expletiven“ Negatoren zu erwähnen. Sie kamen im älteren Deutsch häufiger vor, finden sich aber auch heute manchmal nach Konjunktionen wie „bis“, „bevor“ oder „ohne dass“:
- „Ich lasse dich nicht fort, bevor du nicht unterschrieben hast.“

(= … „bevor du unterschrieben hast“ oder „... solange du nicht unterschrieben hast“)
- „Wo schon kann eine Regierung an ihrem Profil schnitzen, ohne dass nicht auch von Geld die Rede ist?“

(= … „ohne dass von Geld die Rede ist“)
Die Setzung von nicht wie in dem folgenden Beispiel aus dem 18. Jahrhundert wäre im heutigen Deutsch nicht möglich:
- „Er ist der Erste gewesen, welcher gezeiget, dass man mehr könnte auf der Lauten machen, als man sonsten nicht geglaubet.“

(= … „dass man auf der Laute mehr machen könnte, als man sonst geglaubt hatte.“ – Der Lautenist Ernst Gottlieb Baron über S.L. Weiss.)

## Ausdrucksmittel für Satznegation
Die grammatischen Typen von Ausdrücken, die eine Negation bewirken, sind im Sprachvergleich vielfältig, allerdings lässt sich die Tendenz feststellen, „dass das Verb eine starke Anziehungskraft auf die Negation ausübt“. So sind Negationselemente häufig in verbnaher Position anzutreffen oder in ein Verb oder Hilfsverb integriert. Die zweite große Gruppe von Typen ist daneben allerdings der Ausdruck durch Indefinitpronomen oder, im Deutschen, durch den indefiniten Artikel „kein“.

### Partikeln und Adverbien
Im Deutschen ist der direkteste Ausdruck der Negation das Wort „nicht“, das hinsichtlich der Wortart als Partikel klassifiziert wird, weil es nicht ins Vorfeld des deutschen Verbzweitsatzes verschoben werden kann. Alternative Möglichkeiten sind verstärkte Negationsformen mit „keinesfalls, keineswegs, ebensowenig“, bei denen es sich um Adverbien handelt.
Es besteht im Sprachvergleich betrachtet die Tendenz, dass Negationspartikeln nah vor dem Verb stehen, unabhängig davon, ob eine Sprache sonst Ergänzungen vor oder nach das Verb stellt. Eine enge Verbindung sieht man zum Beispiel bei der Negation im Französischen, die am Anfang der Klitik-Gruppe vor dem Verb steht:
- Je ne l’ai pas vu.

ich NEG Obj.pron. habe NEG gesehen
„Ich habe ihn nicht gesehen.“
Im Deutschen ist eine Stellung  der Partikel „nicht“ am Satzende nur scheinbar ein Gegenbeispiel, denn sie steht auch dann vor der Grundposition des Verbs, der sog. rechten Satzklammer – es kann nur sein, dass diese Position nach der Finitumvoranstellung nicht mehr besetzt ist:
- … dass die Kinder wahrscheinlich nicht schlafen können werden.
- Die Kinder werden wahrscheinlich nicht schlafen können --.
- Die Kinder können wahrscheinlich nicht schlafen --.
- Die Kinder schlafen wahrscheinlich nicht --.

### Negation im Prädikat
Ein Vorkommen der Satznegation als Affix im Verb ist häufig. Ein Beispiel aus dem Arabischen (das Verb steht am Satzanfang):
- fiih biira hina –  „Es gibt hier Bier“
- mafiish biira hina – „Es gibt hier kein Bier.“

Ähnlich ist die Technik, ein eigenständiges negierendes Hilfsverb zu setzen, etwa im Finnischen:
- laulan – „Ich singe.“
- en laulan – „Ich singe nicht.“

### Negierte Satzglieder
Der indefinite Artikel „kein“ kann eine Satznegation darstellen, wie im früheren Beispiel „Kinder brauchen keinen Fahrschein“.
Daneben können auch negative Indefinit-Pronomina bzw. -Adverbien (allgemein: Indefinita) eine Satznegation zum Ausdruck bringen. Hier liegt eine Kombination aus Negation und Quantifikation (Existenzaussage) vor. Negative Indefinita im Deutschen sind: „nichts, niemand, nie, nirgends“, sie bilden negierte Sätze mit der Aussage, dass es „keine Sache / keine Person / keine Zeit / keinen Ort“ gibt, für den ein Sachverhalt gilt. Beispiel:
- „Ich habe niemanden gesehen.“

= Es gibt keine Person x, derart dass ich x gesehen habe.
= Es ist nicht der Fall, dass es eine Person x gibt, derart dass ich x gesehen habe.